# Kari (lune)
Pour les articles homonymes, voir Kari.
Kari (désignation provisoire S/2006 S 2) est l'une des lunes de Saturne. Sa découverte fut annoncée par David Jewitt, Scott S. Sheppard, Jan Kleyna, et Brian G. Marsden le 26 juin 2006, d'après des observations faites entre le 12 décembre 2004 et le 30 avril 2006. Kari mesure environ 7 kilomètres de diamètre et fait le tour de son orbite en 1 243,71 jours.
Elle porte le nom de Kári, géant des vents de la mythologie nordique.